# Франк Нунке
Франк Яннік Нунке (фр. Franck Yannick Nunke; нар. 6 лютого 1997, Яунде, Камерун) — камерунський футболіст, півзахисник клубу «Динамо-Берестя».

## Життєпис
Футболом розпочав займатися на батьківщині. У 2016 році приєднався до «Тоннера» з Яунде. На початку липня наступного року перебрався до іншого столичного клубу, «Драгон», кольори якого захищав до початку липня 2020 року.
26 квітня 2021 року перебрався до білоруського клубу «Динамо-Берестя». У футболці берестейського клубу дебютував 10 липня 2021 року в переможному (5:4, серія післяматчевих пенальті) поєдинку кубку Білорусі проти новополоцького «Нафтану». Франк вийшов на поле 72-ій хвилині, замінивши Сергія Тихановського. У Вищій лізі Білорусі дебютував 14 серпня 2021 року в програному (0:2) виїзному поєдинку 19-го туру проти мінського «Динамо». Нунке вийшов на поле на 76-ій хвилині, замінивши Олександра Шестюка.